# Tektonische daling
Tektonische daling (Engels: (tectonic) subsidence) of subsidentie is een neerwaartse beweging van de aardkorst. Het is een gevolg van extensie in de korst die door mechanische spanningen of de isostatische beweging van de korst wordt veroorzaakt.
Als er in een bekken rekspanning heerst zal de aardkorst deformeren door middel van extensietektoniek, waarbij afschuivingen in de korst gevormd worden. De bodem van het bekken (de sokkel) beweegt dan naar beneden. In een marien bekken zal het relatieve zeeniveau stijgen en er meer accommodatieruimte voor sediment ontstaan. Als meer sediment afgezet wordt kan isostatische daling beginnen door het extra gewicht op de sokkel. 
De lithosfeer wordt geacht rigide te zijn en als gevolg van spanningen of gewichten door te buigen. Deze flexuur (doorbuiging) zorgt ervoor dat op sommige plekken de lithosfeer niet meer in isostatisch evenwicht is met de onderliggende asthenosfeer. Valt de kracht die voor de flexuur zorgde weg, zoals door de erosie van een gebergte, het afsmelten van een ijskap of door verandering van de tektonische spanning, dan zal het isostatisch evenwicht zich proberen te herstellen en de lithosfeer terug buigen.
Op het land is tektonische daling een belangrijke factor bij bodemdaling. In Nederland en Noord-Duitsland daalt de bodem nog steeds licht als effect van het wegsmelten van het landijs in Scandinavië aan het einde van de laatste ijstijd. De flexuur van de korst zorgt ervoor dat in Scandinavië tektonische opheffing plaatsvindt, maar in aangrenzende gebieden juist tektonische daling. Deze processen worden postglaciale bodembeweging genoemd.
In België vond er gedurende het Laat-Jura en onder-Krijt een subsidentie van het Synclinorium van Namen plaats. Onder het gewicht van de verschillende tertiaire afzettingslagen uit het Trias en het Jura (als gevolg van regelmatige transgressies) zakte het synclinorium in en werd in een anhydrietoplossing geduwd. Hierdoor ontstond een depressie, die het Synclinorium van Mons of het Synclinorium van de Haine wordt genoemd. Dit vormt een onderdeel van het Bekken van Parijs.